# Agullada

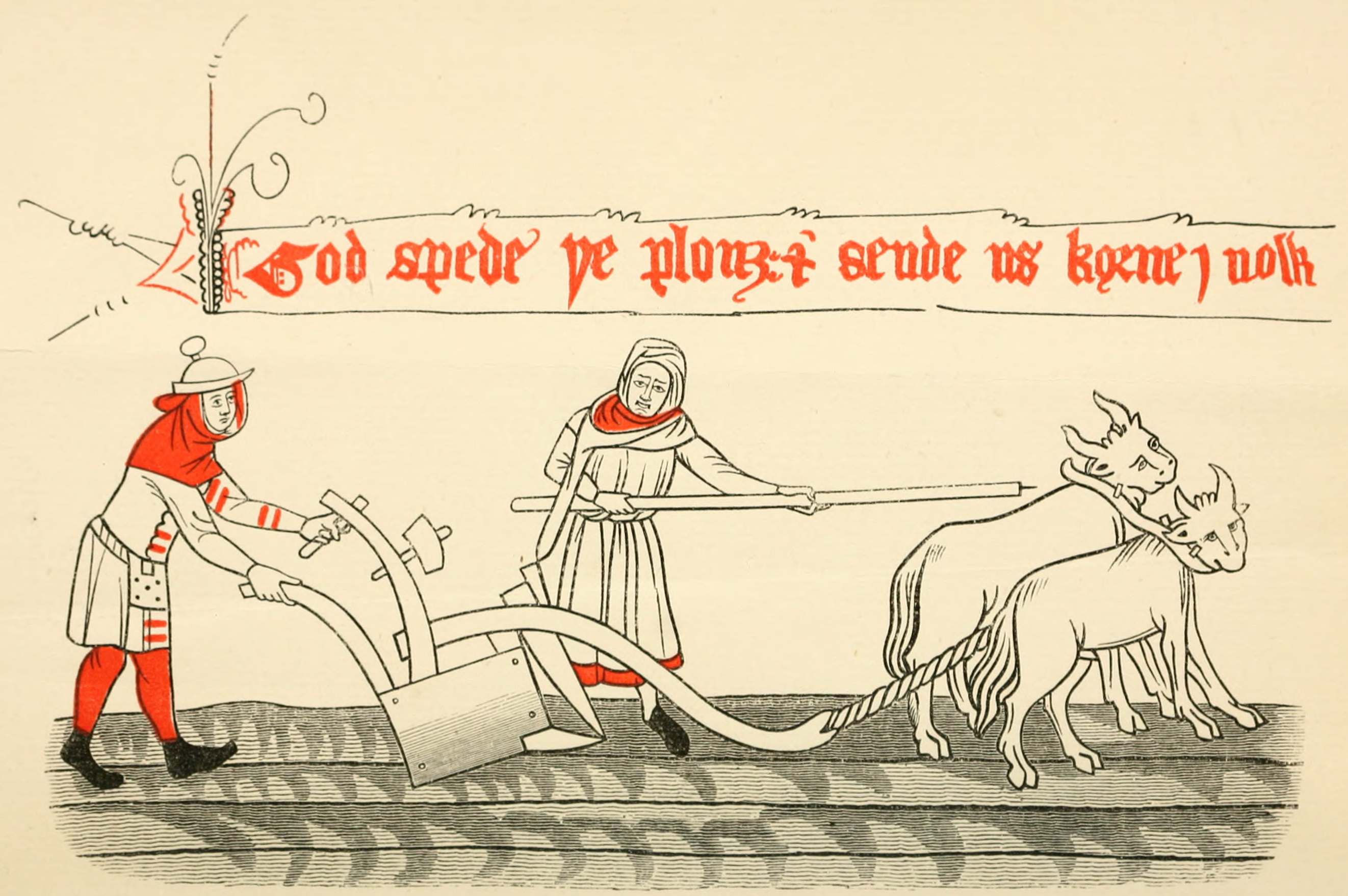
Imatge d'un manuscrit anglès del s. XVI. Al centre, un pagès amb agullada guia un parell de bous.

L'agullada, tocadora o gullada és un bastó llarg amb una punxa de metall a un cap que s'utilitza per guiar bous punxant-los.
Tradicionalment, les agullades emprades pels bovers es feien amb branques d'avellaner d'un metre i mig, aproximadament. Si no eren del tot rectes, s'escalfaven al foc i, aplicant pressió amb el genoll, s'adreçaven. Finalment, a la punta prima s'hi col·locava una punxa metàl·lica. Algunes agullades emprades per guiar els bous mentre llauraven incorporaven un rastell, una petita pala que servia per netejar la rella quan la terra s'hi apegava.
A algunes zones, es passava una branca d'avellaner per la panxa dels bous quan hi tenien mal, creient que així es guarien; l'agullada també servia en aquests casos.